# 這樣的愛 (泰勒絲歌曲)
《這樣的愛》（英語："This Love"）是美國創作歌手泰勒·斯威夫特的一首歌曲，收錄於其第5張錄音室專輯1989中，由斯威夫特獨自創作，她與長期合作的製作人内森·查普曼一起製作，這首歌的原始版本出現在2015年的维多利亚的秘密廣告中。

## 背景與發行

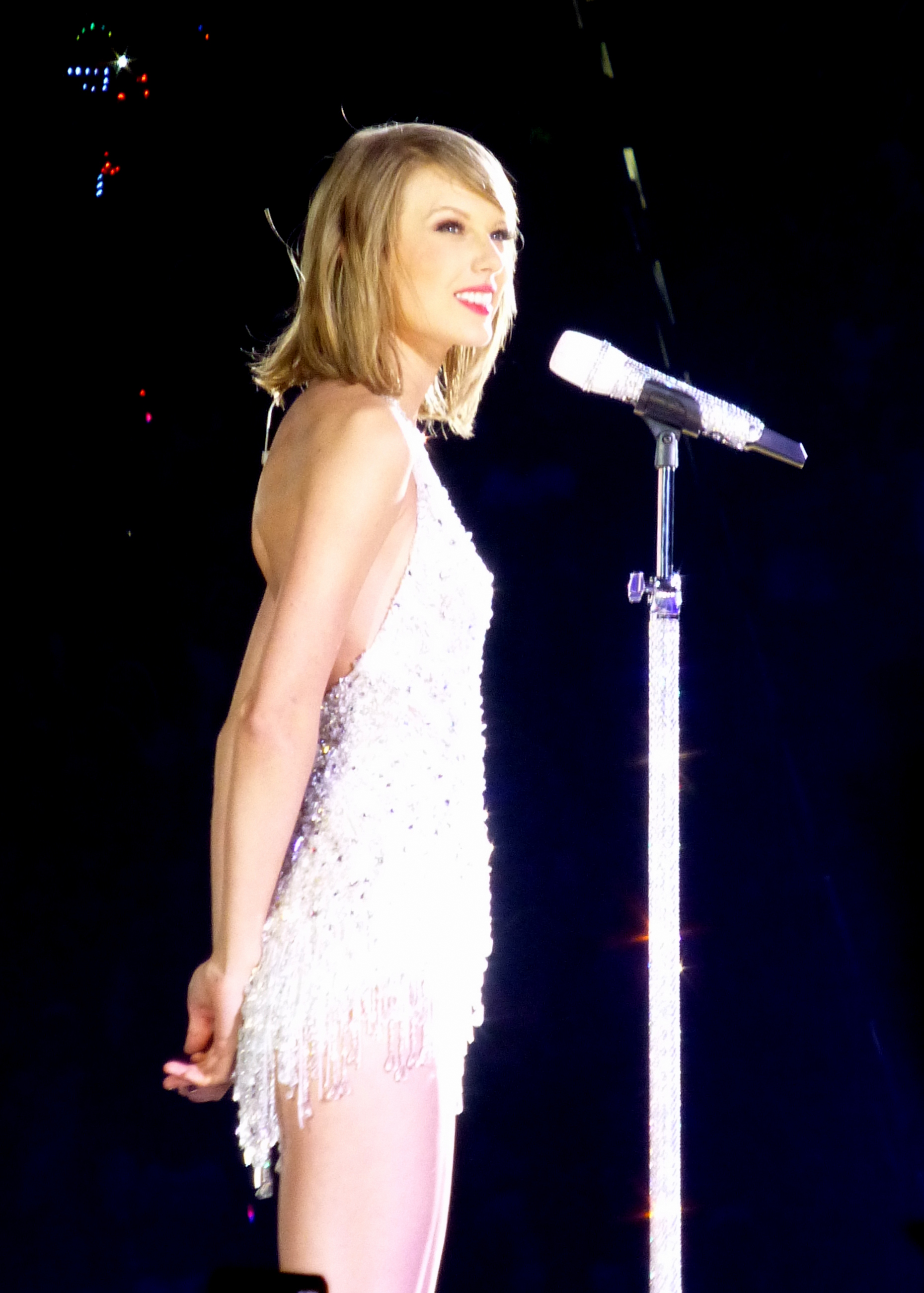
斯威夫特在2015年的1989世界巡迴演唱會上表演《這樣的愛》

美國創作歌手泰勒·斯威夫特在她的第四張錄音室專輯《紅色》（2012年）發行之前，一直被稱為鄉村音樂歌手，這張專輯的許多曲目主要融合了流行或搖滾音樂風格，這是斯威夫特渴望嘗試這些流派的結果，這引發了媒體對她作為鄉村音樂歌手身份的有效性的辯論。在下一張專輯《1989》中，斯威夫特決定創作一張“明目張膽的流行”唱片，並擺脫她之前專輯的標誌性鄉村風格，她開始為專輯創作歌曲，同時為她的專輯《紅色》進行世界巡演。
〈這樣的愛〉是斯威夫特為《1989》寫的第一首歌，也是專輯中唯一一首她自己獨自創作的歌，根據專輯封套的內容介紹，這首歌是她在2012年10月17日在洛杉磯所創作。斯威夫特最初設想《這樣的愛》是她個人日記的“有趣、小短詩”；當她在腦海中想出旋律時，她選擇把這首詩變成一首歌。為此，她尋求長期的合作製作人內森·查普曼的幫助，後者製作了她之前的所有專輯，並與她共同製作了這首歌，〈這樣的愛〉是查普曼在專輯《1989》製作的唯一一首歌曲，這首曲目是在田納西州納什維爾的Pain in the Art Studio錄製的，並由Serban Ghenea在弗吉尼亞州弗吉尼亞海灘的MixStar工作室混音。
《1989》由大機器唱片於2014年10月27日發行；〈這樣的愛〉在專輯曲目列表中排名第11位，在《1989》的發行後，斯威夫特將這首歌列入了2015年5月5日開始的專輯相關世界巡演的常規歌曲名單，七個月後，這首歌作為維多利亞的秘密節日廣告的背景音樂出現，斯威夫特後來在2018年舉世盛名體育場巡迴演唱會的第一場亞特蘭大演出中表演了〈這樣的愛〉的精簡原聲版，作為一首“驚喜歌曲”。

## 製作人員
製作人員來自專輯《1989》的封套內容介紹
- Taylor Swift – songwriter, producer, lead vocals, background vocals, acoustic guitar
- Nathan Chapman – recording engineer, producer, bass, drums, electric guitar, keyboard
- Jason Campbell – miscellaneous support
- John Hanes – engineer
- Serban Ghenea – mixing

## 榜單表現
| 榜單（2014年）                  | 最高排位 |
| ------------------------------- | -------- |
| 加拿大（加拿大百強單曲榜）      | 84       |
| 美國 告示牌榜外單曲榜（告示牌） | 19       |

| 榜單（2022年）             | 最高排位 |
| -------------------------- | -------- |
| 葡萄牙（葡萄牙唱片業協會） | 188      |

## 銷量認證
| 地區                          | 認證 | 認證單位/銷量 |
| ----------------------------- | ---- | ------------- |
| 美國（美國唱片業協會）        | 白金 | 1,000,000 ‡   |
| ‡ 僅基於認證的銷售+流媒體數字 |      |               |

## 重錄版本
《這樣的愛（泰勒絲全新版）》（英語："This Love (Taylor's Version)") 是美國創作歌手泰勒·斯威夫特重新錄製的版本，透過聯眾唱片在2022年5月6日發行。這是斯威夫特在其舊版專輯的母帶所有權糾紛後重新錄製的音樂的一部分，評論家讚揚了斯威夫特的聲樂，並注意到這首歌中獨立搖滾趨勢的增加。

### 背景與發行
在2019年與大機器唱片就包括《1989》在內的前六張專輯的母帶權利發生糾紛後，斯威夫特宣佈她將重新錄製這六張專輯。〈這樣的愛（泰勒絲全新版）〉的片段出現在2022年5月5日發佈的2022年Prime Video原創劇集《The Summer I Turned Pretty》的預告片中。
在預告片發佈後的不久時間，斯威夫特在她的社交網絡上宣佈這首歌的發佈時間為5月6日，並包括〈這樣的愛（泰勒絲全新版）〉的數位單曲。斯威夫特之後發行「舊泰勒的珍藏」，包括以《1989》及斯威夫特的專輯《愛的告白》（2010）為主題的商品，使粉絲猜測斯威夫特下一張發行的重錄專輯。此外，「舊泰勒」由來自斯威夫特在2017年發行的單曲《看是你逼我的》的歌詞引用而來。

### 專業評價
《前音後果》雜誌的艾比·瓊斯寫道：「《這樣的愛（泰勒絲全新版）》讓2014的版本“從合成器流行到慢慢來到一次全面的電影之旅，適合充滿煙花、初吻和在海灘上長途散步的成年禮。”」，與此同時，《滾石》雜誌的Tomás Mier和Kar Bouza指出，與2014年版本相比，斯威夫特的人聲更加強調。 他們寫道，她的聲音“有閃耀的空間”，在重新錄製的版本中“更強烈，滲出鬱鬱蔥蔥的共鳴”，他們覺得這比原版更傾向於獨立搖滾，《華盛頓郵報》的瑪麗亞·路易莎·保爾認為，重新錄製的版本“注入了更獨立的氛圍”，斯威夫特“聽起來處理得更少”。

### 歌曲列表

#### 數字下載和流媒體[26]
1. 《這樣的愛（泰勒絲全新版）》- 4:10
2. 《狂野之夢（泰勒絲全新版）》- 3:40

### 製作人員
製作人員來自Tidal
- Taylor Swift – 主要聲樂、和聲、詞曲創作、製作
- Christopher Rowe – 製作、聲樂工程
- Matt Billingslea – 鼓
- Max Bernstein – 合成器
- Amos Heller – 貝斯
- Mike Meadows – 原聲吉他
- Paul Sidoti – 電子吉他
- Derek Garten – 編輯、工程
- Bryce Bordon – 工程
- David Payne – 錄音工程
- Lowell Reynolds – 編輯、錄音工程協助
- Dan Burns – 工程協助
- Serban Ghenea – 混音
- Randy Merrill – 母帶工程

### 榜單表現
| 榜單（2022年）                  | 最高排位 |
| ------------------------------- | -------- |
| 澳洲（澳洲唱片業協會榜）        | 23       |
| 加拿大（加拿大百強單曲榜）      | 30       |
| 全球二百強單曲榜（告示牌）      | 44       |
| 匈牙利（匈牙利唱片公司協會）    | 36       |
| 愛爾蘭（愛爾蘭單曲榜）          | 26       |
| 馬來西亞（馬來西亞唱片業協會）  | 5        |
| 新西蘭（新西蘭唱片音樂協會）    | 40       |
| 菲律賓（告示牌）                | 13       |
| 新加坡（新加坡唱片業協會）      | 17       |
| 英國流媒體（官方榜單公司）      | 42       |
| 美國（《Billboard》百強單曲榜） | 50       |
| 越南（越南百強單曲榜）          | 23       |

## 發行歷史
| 地區 | 日期         | 格式                  | 版本         | 廠牌 | 參考   |
| ---- | ------------ | --------------------- | ------------ | ---- | ------ |
| 全球 | 2022年5月6日 | 數碼音樂下載·串流媒體 | 泰勒絲全新版 | 聯眾 | [ 40 ] |